# Calunniata
Calunniata (Slander) è un film muto del 1916 sceneggiato e diretto da Will S. Davis. Prodotto e distribuito dalla Fox Film Corporation, aveva come interpreti Bertha Kalich, Eugene Ormonde, Mayme Kelso, Edward Van Sloan.

## Trama
Innamorato follemente di Helene, una donna sposata, Richard Tremaine si mette in testa di rovinare il matrimonio della donna, convincendo suo marito John che lei lo stia tradendo. Dopo il divorzio, Helene, frastornata dagli avvenimenti e ignara del ruolo avuto dall'uomo nel suo divorzio, accetta di sposare Richard. Ma, prima delle nozze, scopre la trappola in cui è caduta e, nel contempo, viene a sapere che Tremaine ha già una moglie. Per vendicarsi, fa innamorare di sé Joseph, il figlio di Richard. Padre e figlio hanno uno scontro al quale assiste anche Helene, durante il quale Richard minaccia il suicidio. Ma, mentre impugna l'arma, spara un colpo che uccide accidentalmente suo figlio. In tribunale Helene, volendo completare la sua vendetta, testimonia contro Richard che viene condannato a morte. La donna, a questo punto, si pente e ritratta la sua testimonianza, rivelando che la morte del giovane è stata un incidente. Poi, si riconcilia con John che ormai è venuto anche lui a conoscenza della storia inventata sull'infedeltà di Helene.

## Produzione
Il film, conosciuto anche con il titolo alternativo di Scandal, fu prodotto dalla Fox Film Corporation.

## Distribuzione
Il copyright del film, richiesto da William Fox, fu registrato il 9 aprile 1916 con il numero LP8042.

Distribuito negli Stati Uniti dalla Fox Film Corporation, il film uscì nelle sale cinematografiche il 9 aprile 1916.
Non si conoscono copie ancora esistenti della pellicola che viene considerata presumibilmente perduta.